# 聖母子 (クラナッハ、ブダペスト)
『聖母子』（せいぼし、洪: Szoptató Madonna、英: The Virgin nursing the Infant Jesus）は、ドイツ・ルネサンス期の画家ルーカス・クラナッハ (父) が1512年ごろ、または1515年ごろに菩提樹板上に油彩で制作した絵画で、ブダペスト国立西洋美術館に所蔵されている。聖母マリアが胸に抱く幼子イエス・キリストに乳を与える図像を表し、ルネサンス期以降には「授乳の聖母」 (Maria lactan) と呼ばれたタイプの作品である。

## 作品

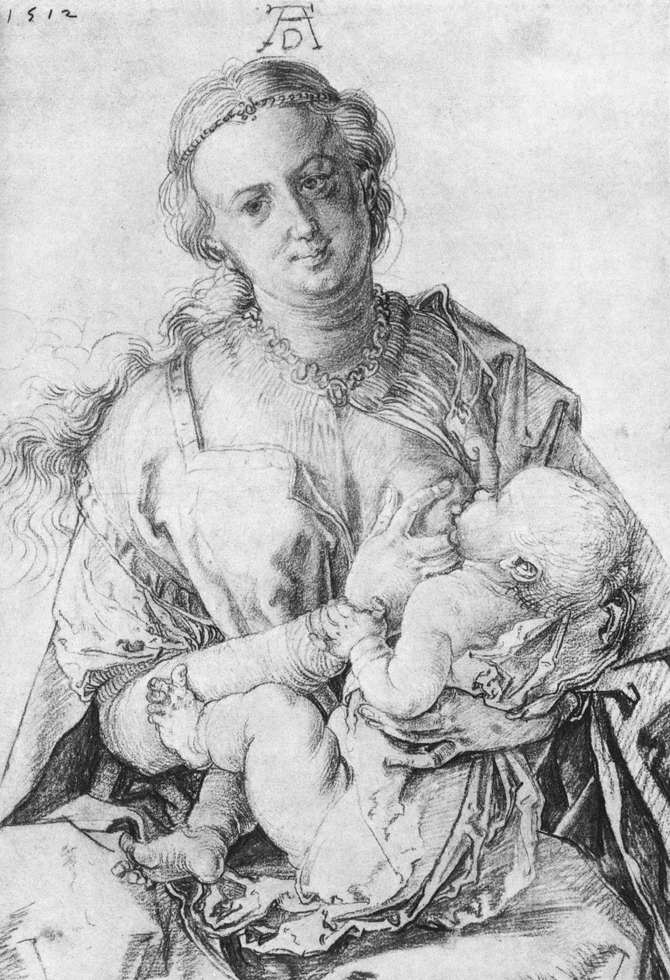
アルブレヒト・デューラーの素描『授乳の聖母』 (1512年)、アルベルティーナ、ウィーン

「授乳」の主題は、古代エジプトにおいて、母女神イシスと彼女の子である神ホルスの描写に用いられていた。このエジプト美術の表現を由来として、ビザンチン美術で初めて幼子キリストに授乳する聖母マリア像が見られるようになる。ルネサンス期以降には、この主題で様々な祈念像が制作された。
「授乳の聖母」は、信仰者たちにキリストの人間的な側面を際立させる。一方で、信仰者の祈りは聖母の執りなしを介して天上の神に聞き入れられると信じられていたが、その効果は慈愛に満ちた聖母の授乳の行為に秘められていると感じられていた。本作において、聖母は信仰者である鑑賞者にその眼差しを向けている。彼女は空腹の幼子キリストに情愛を注ぎながら、同時にあらゆる信仰者のために天上の神に恩寵を請うという執りなしを演じているのである。
本作は保存状態が良好であるにもかかわらず、最近までほとんど注目されることがなかった。関心を集めていたのは、ドイツのダルムシュタットにある同主題作のほうであった。しかし、近年、本作が学術的調査の対象となり、その絵画層から署名が発見されるとともに、クラナッハが制作した数ある「授乳の聖母」の中でも前提となった重要な作品であることが明らかとなった。
なお、クラナッハは、ウィーンのアルベルティーナに所蔵されているアルブレヒト・デューラーの素描『授乳の聖母』を継承したと考えられる。